# Mount Kelsey
Mount Kelsey ist ein etwa 1370 m hoher Berg im ostantarktischen Coatsland. Er ragt zwischen der M’Clintock Bastion und dem Blanchard Hill im Pioneers Escarpment der Shackleton Range auf.
Das UK Antarctic Place-Names Committee benannte den Berg 1972 nach Henry Kelsey (≈1670–1724), der 1691 als Angestellter der Hudson’s Bay Company als erster Europäer die Fortbewegungs- und Überlebenstechniken der nordamerikanischen Indianer, einschließlich des Verzehrs von Pemmikan, adaptierte.